# Sabrina Ferilli
Sabrina Ferilli (Roma, 28 de junho de 1964) é uma atriz de teatro e cinema italiana.
Na sua carrerra ganhou 3 Nastro d'Argento, um Globo d'oro, 3 Ciak d'oro e inumeros outros premios, incluindo que foi 3 vezes candidata ao David di Donatello.
Trabalhou no filme A Grande Beleza, no qual venceu o Nastro d'Argento como 'Melhor Atriz Coadjuvante'.

## Filmografia selecionada
- La Grande Belezza (2013)
- Natale a Beverly Hills (2009)
- Tutta la vita davanti (2008)
- Natale A New York (2006)
- Dalida (2005)
- Christmas In Love (2004)
- L'Acqua ... Il Fuoco (2003)
- Lives Of The Saints (2002)
- Le Giraffe (2000)
- A Ruota Libera (2000)
- I Fobici (1998)
- Tu Ridi (1998)
- Il Signor Quindicipalle (1997)
- Ritorno A Casa Gori (1996)
- Arance Amare (1996)
- Ferie D'Agosto (1996)
- Vite Strozzate (1995)
- La Bella Vita (1994)
- Anche I commercialisti Hanno Un'Anima (1993)
- Il Giudice Ragazzino (1993)
- Diario Di Un Vizio (1993)
- Vietato Ai Minori (1992)
- Un Giorno Di Festa (1991)
- Centro Storico (1991)
- Piccoli Omicidi Senza Parole (1990])
- Americano Rosso (1990)
- La Strada Di Ball (1990)
- Night Club (1989)
- Rimini Rimini (1987)
- Il Volpone (1987)
- Portami La Luna (1986)
- Caramelle Da Uno Sconosciuto (1986)